# Colostygia jamesa
Colostygia jamesa är en fjärilsart som beskrevs av Alphéraky 1897. Colostygia jamesa ingår i släktet Colostygia och familjen mätare. Inga underarter finns listade i Catalogue of Life.